# گمینا روکیتنگتسا (استان پودکارپاتسکیه)
گمینا روکیتنگتسا (استان پودکارپاتسکیه) (به لهستانی:  Gmina Rokietnica) یک گمینا در لهستان است که در شهرستان یاروسواف واقع شده‌است. گمینا روکیتنگتسا ۵۷٫۳۵ کیلومتر مربع مساحت و ۴٬۳۹۶ نفر جمعیت دارد.